# Andrzej Podobiński
Andrzej Michał Podobiński (ur. 8 listopada 1939, zm. 28 listopada 2020 w Krakowie) – polski ekonomista, doktor habilitowany nauk ekonomicznych o specjalności handel zagraniczny oraz marketing.

## Życiorys
W 1962 roku ukończył Wyższą Szkołę Ekonomiczną w Krakowie i następnie rozpoczął tam pracę. W 1970 uzyskał doktorat, w 1982 roku w Akademii Ekonomicznej w Krakowie uzyskał stopień doktora habilitowanego. W 1991 został profesorem nadzwyczajnym AGH w Zakładzie Badań Marketingowych i Marketingu Międzynarodowego. Ponadto był również profesorem Wyższej Szkoły Zarządzania i Bankowości w Krakowie, Małopolskiej Wyższej Szkoły Ekonomicznej w Tarnowie, profesorem nadzwyczajnym Wyższej Szkoły Biznesu i Przedsiębiorczości w Ostrowcu Świętokrzyskim oraz Gdańskiej Wyższej Szkoły Humanistycznej.
Był autorem kilkudziesięciu artykułów naukowych, w tym 47 pod auspicjami Akademii Górniczo-Hutniczej w Krakowie.
Miał żonę Barbarę oraz dwie córki.